# Cordell Hull
Cordell Hull (Olympus, 1871. október 2. – Bethesda, 1955. július 23.) az Amerikai Egyesült Államok szenátora (Tennessee, 1931–1933). 1933–1944 között az Egyesült Államok külügyminisztere volt, Franklin Delano Roosevelt kormányaiban, a nagy gazdasági világválság és a második világháború teljes tartama alatt. Cordell Hull volt az Egyesült Államok történetének leghosszabb időn át hivatalban lévő külügyminisztere, 11 éven át töltötte be e tisztséget. Az ENSZ alapításában való jelentős szerepvállalásáért 1945-ben Nobel-békedíjat kapott.